# Basse-Côte-Nord
A Regionalidade Municipal do Condado de Basse-Côte-Nord está situada na região de Côte-Nord na província canadense de Quebec. Com uma área de mais de cinco mil quilómetros quadrados, tem, segundo o censo de 2006, uma população de cerca de cinco mil pessoas. Não tendo nenhuma autoridade regional. Ela é composta por 5 municípios.

## Municipalidades

### Munícipios
- Blanc-Sablon
- Bonne-Espérance
- Côte-Nord-du-Golfe-du-Saint-Laurent
- Gros-Mécatina
- Saint-Augustin

## Região Autônoma
Os território indígenas da reserva de La Romaine e da colônia Pakuashipi não são membros do MRC, mas seu território está encravado nele.